# Olivier Gendebien
 Olivier Gendebien  va ser un pilot de curses automobilístiques belga que va arribar a disputar curses de Fórmula 1.
Olivier Gendebien va néixer el 12 de gener del 1924 a Brussel·les, Bèlgica i va morir el 2 d'octubre del 1998 a Les Baux de Provence, Bouches-du-Rhône, França.

## A la F1
Va debutar a la primera cursa de la temporada 1956 (la setena temporada de la història) del campionat del món de la Fórmula 1, disputant el 22 de gener del 1956 el GP de l'Argentina al Circuit Oscar Alfredo Galvez.
Olivier Gendebien va participar en quinze curses puntuables pel campionat de la F1, repartides en sis temporades diferents (1956 - 1961) assolí dos podis com a millor posició.
Fora de la F1 va guanyar nombroses proves entre les quals destaquen les 24 hores de Le Mans que va arribar a guanyar en quatre ocasions (1958, 1960, 1961 i 1962), les 12 hores de Sebring ((1959, 1960, 1961) i la Targa-Fiorio (1958, 1961, 1962).

## Resultats a la Fórmula 1
| Any  | Equip                     | Xassís           | Motor    | 1       | 2   | 3     | 4   | 5       | 6     | 7     | 8       | 9     | 10      | 11      | Posició | Punts |
| ---- | ------------------------- | ---------------- | -------- | ------- | --- | ----- | --- | ------- | ----- | ----- | ------- | ----- | ------- | ------- | ------- | ----- |
| 1956 | Scuderia Ferrari          | Ferrari          | Ferrari  | ARG 5   | MON | 500   | BEL |         |       |       |         |       |         |         | 23è     | 2     |
| 1956 | Scuderia Ferrari          | Lancia - Ferrari | Lancia   |         |     |       |     | FRA Ret | GBR   | ALE   | ITA     | -     | 0       |         | 23è     | 2     |
| 1958 | Scuderia Ferrari          | Ferrari          | Ferrari  | ARG     | MON | HOL   | 500 | BEL 6   | FRA   | GBR   | ALE     | POR   | ITA Ret | MAR Ret | -       | 0     |
| 1959 | Scuderia Ferrari          | Ferrari          | Ferrari  | MON     | 500 | FRA 4 | USA | HOL     | GBR   | ALE   | POR     | ITA 6 |         |         | 15è     | 3     |
| 1960 | Yeoman Credit Racing Team | Cooper           | Climax   | ARG     | MON | 500   | HOL | BEL 3   | FRA 2 | GBR 9 | POR 7   | ITA   | USA 12  |         | 6è      | 10    |
| 1961 | Equipe Nationale Belge    | Emeryson         | Maserati | MON NVQ | HOL |       |     |         |       |       |         |       |         |         | 14è     | 3     |
| 1961 | Scuderia Ferrari          | Ferrari          | Ferrari  |         |     | BEL 4 | FRA | GBR     | ALE   | ITA   |         |       |         |         | 14è     | 3     |
| 1961 | UDT-Laystall Racing Team  | Lotus            | Climax   |         |     |       |     |         |       |       | USA Ret |       |         |         | 14è     | 3     |